# Sebastian Merk

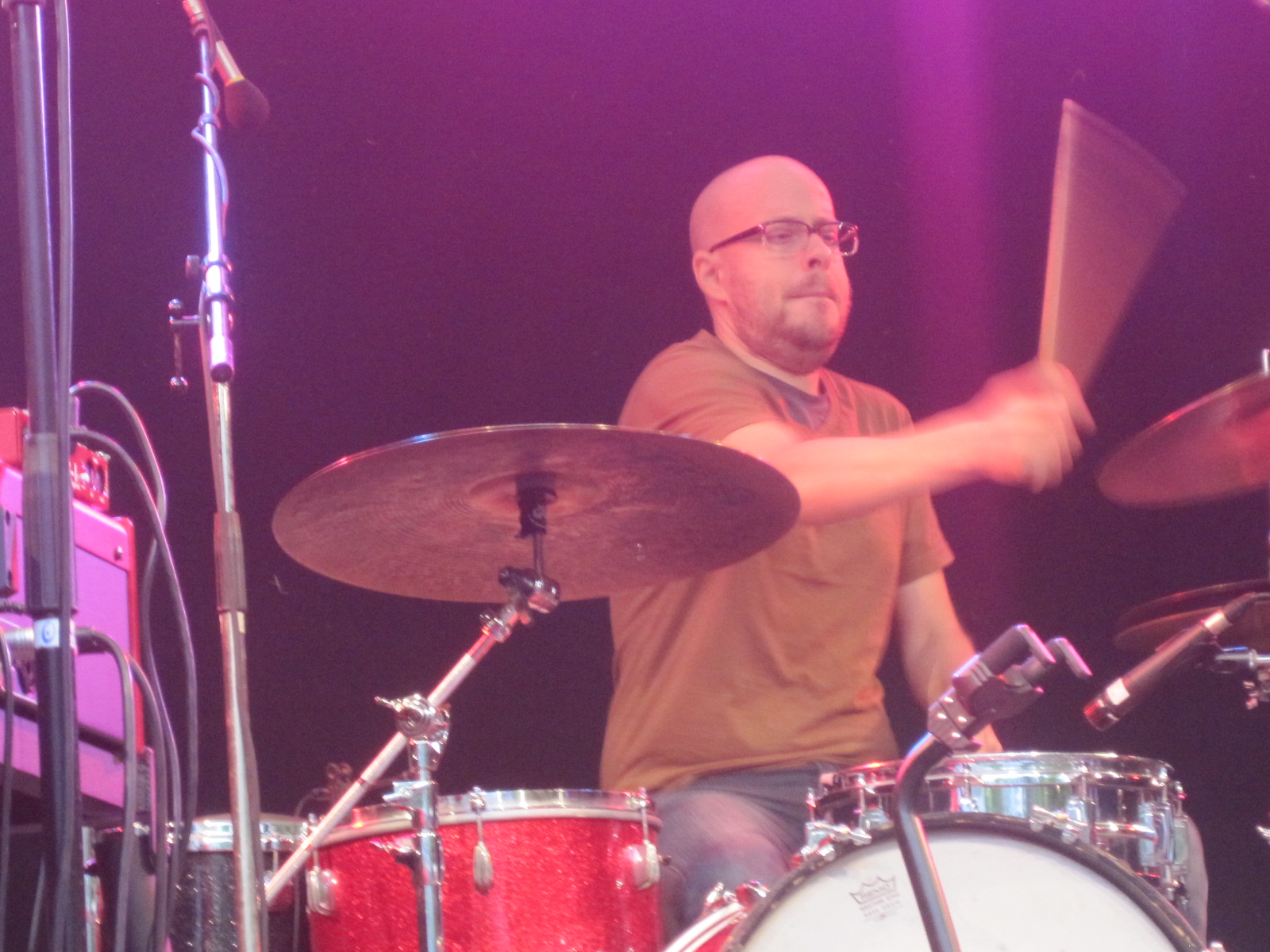
Sebastian Merk, Museumsuferfest 2012

Sebastian Merk (* 1977 in Frankfurt am Main) ist ein deutscher Musiker des Modern Jazz und Hochschullehrer.

## Leben und Wirken
Merk war von 1999 bis 2002 Mitglied des Landesjugendjazzorchester Hessens. Er studierte zunächst an der Hochschule für Musik Franz Liszt Weimar bei Keith Copeland und Jo Thönes und nutzte ein im Jahr 2000 erhaltenes Arbeitsstipendium der Stadt Frankfurt am Main, um damit nach New York City zu gehen. Ab dem Jahr 2001 setzte er seine Ausbildung an der Hochschule für Musik Hanns Eisler Berlin fort. Nach dem Wechsel nach Berlin arbeitete er mit Musikern wie Kalle Kalima, Carsten Daerr, Pepe Berns Silke Eberhard, Daniel Erdmann, John Schröder und weiterhin mit Martin Lejeune. Seit 2006 komponiert er für seine eigene Band Merkur, die sich stilistisch zwischen zeitgenössischem Jazz, Psychedelic Rock und Minimal Music bewegt.
Merk ist auf über 20 veröffentlichten CD-Produktionen vertreten; er spielte auf zahlreichen Internationalen Festivals (Deutsches Jazzfestival, JazzFest Berlin, JazzBaltica, Gexto Jazzfestival in Spanien, Neuer Deutscher Jazzpreis) und tourte durch Europa, Ostasien und Nordamerika. Weiterhin ist er mit Musikern wie Lee Konitz, Till Brönner, Ack van Rooyen, Kurt Rosenwinkel, Eddie Henderson, Mark Murphy und Ernie Watts aufgetreten. Im Jahre 2012 arbeitete er mit den Gruppen von Sebastian Studnitzky, Johannes Enders, Walter Lang, Mark Wyand, Gee Hye Lee, Frank Spaniol sowie mit Spaniol4, Poetry Clan, Thärichens Tentett, dem Lisbeth Quartett sowie Wollny/Fink/Merk. 
Seit Oktober 2011 ist er als Professor an der Hochschule für Musik Carl Maria von Weber Dresden tätig.

## Diskographische Hinweise
- Merkur Home/Work (2011, mit Christian Weidner, Uli Kempendorff, Ronny Graupe, Andreas Edelmann)
- Celine Rudolph Soniqs mit Céline Rudolph
- Johannes Enders Trio Mondvogel
- Mark Murphy Love is what stays
- Mark Wyand Lucid Dream
- Mark Wyand Eye to eye